# Bremen-klass (kryssare)
Bremen-klassen var en grupp av sju lätta kryssare som byggdes för den tyska kejserliga flottan i början av 1900-talet. De sju fartygen, Bremen, Hamburg, Berlin, Lübeck, München, Leipzig och Danzig, var en förbättring av den tidigare Gazelle-klassen. De var betydligt större än den tidigare klassen och var snabbare och bättre bepansrade. Liksom Gazelle-klassen var de bestyckade med ett huvudbatteri med tio 10,5 cm SK L/40-kanoner och ett par torpedtuber.
Fartygen i Bremen-klassen hade många olika roller, från kryssare till spaningsfartyg och utbildningsfartyg. Bremen och Leipzig var utplacerade vid de amerikanska respektive asiatiska baserna, medan de övriga fem fartygen stannade kvar i tyska vatten med Högsjöflottan. När första världskriget bröt ut i augusti 1914 befann sig Leipzig i Stilla havet i Ostasieneskadern; hon deltog i slaget vid Coronel i november och sänktes en månad senare i slaget vid Falklandsöarna. Bremen sänktes av en rysk mina i december 1915, men de övriga fem fartygen i klassen överlevde kriget.
Tre av de överlevande fartygen, Lübeck, München och Danzig, beslagtogs av Storbritannien som krigsbyte efter krigsslutet och såldes för skrotning. De andra två fartygen, Hamburg och Berlin, användes som utbildningskryssare under 1920-talet. I mitten av 1930-talet byggdes de om till kasernfartyg, en roll som de fyllde i ett decennium. 1944 sänktes Hamburg av brittiska bombplan och skrotades senare, medan Berlin sänktes på djupt vatten efter andra världskrigets slut för att göra sig av med en last kemiska vapen.

## Design
Enligt 1898 års sjöfartslag fick 30 nya lätta kryssare byggas fram till 1904, med två kryssare per år; en ändring som antogs 1900 ökade antalet till tre per år. Vid den här tiden hade amiral Alfred von Tirpitz blivit chef för Reichsmarineamt (RMA - det kejserliga marinkontoret), och han förordade en strategi som gick ut på att koncentrera den tyska flottan på hemmavatten, snarare än att sprida ut många fartyg på utländska stationer.
Kryssarna i Gazelle-klassen uppfyllde kraven på de tio första fartygen som planerades i 1898 års sjöfartslag. Bremen-klassens design var en stegvis förbättring jämfört med Gazelle-klassen, och förbättringarna gällde främst storlek och hastighet. För att få plats med det kraftfullare maskineriet lades en tredje skorsten till. Pansardäcket förstärktes också betydligt. Den tyska flottan började experimentera med ångturbiner på små fartyg 1901. Mot slutet av året gav Tirpitz byggnadsdepartementet i uppdrag att undersöka möjligheten att utrusta en av de nya kryssarna med turbiner, eftersom de skulle ge större effekt för samma vikt. Dessutom kunde turbinmotorernas kvalitet jämföras med annars identiska fartyg som var utrustade med trippelexpansionsmaskiner. Kejsare Wilhelm II godkände beslutet att utrusta den fjärde medlemmen i den nya klassen, Lübeck, med de nya motorerna den 20 januari 1903.
Bremen-klassen innebar en förändring i de tyska namngivningskonventionerna för kryssare; kejsar Wilhelm II godkände användningen av stadsnamn för de nya fartygen, varav tre var stora hamnar från den gamla Hansan, tillsammans med Danzig, två stora städer i Bayern och Sachsen, samt den tyska huvudstaden. Bremen-klassen följdes av Königsberg-klassen, som var mycket lik Bremen-klassen, inklusive samma bestyckning. Liksom Bremen-klassen var ett fartyg i klassen, Stettin, utrustat med turbiner medan de andra behöll maskineriet med trippelexpansionsmaskiner.

### Allmänna egenskaper

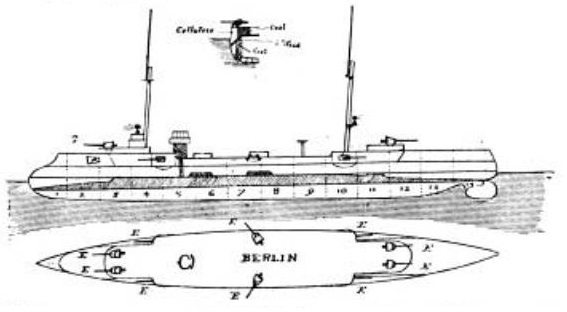
Ritning och profilbild på en Bremen-klass kryssare.

Fartygen i Bremen-klassen var 110,6 meter långa vid vattenlinjen och 111,1 meter långa totalt. De hade en bredd på 13,3 meter och ett djupgående på 5,28-5,68 meter. Fartygens deplacement var mellan 3 278 ton och 3 816 ton beroende på last. Fartygens skrov hade jämna däck och en utpräglad ramm. De var konstruerade med tvärgående och längsgående stålramar och hade tolv vattentäta skott. Skroven hade också en dubbelbotten som löpte över 56 procent av skrovets längd.
Alla sju skeppen hanterade sjögång bra, men de kunde veva och rulla upp till tjugo grader. De var också mycket blöta vid höga hastigheter och led av en lätt lovgirighet. Trots detta vände fartygen snävt och var mycket manövrerbara. I en hård sväng sjönk deras hastighet upp till 35 procent. De hade en tvärgående metacentrisk höjd på 0,58 till 0,61 meter. Fartygen hade en standardbesättning på fjorton officerare och mellan 274 och 287 värnpliktiga, även om dessa siffror senare under deras karriär ökade till 19 respektive 330.

### Maskineri
Med undantag för Lübeck bestod fartygens framdrivningssystem av två trippelexpansionsmaskiner som drev ett par propellrar. Lübeck var istället utrustad med två Parsonturbiner tillverkade av Brown, Boveri & Co. som drev fyra propellrar. Alla sju fartyg var utrustade med tio koleldade vattenrörspannor, som var kopplade till tre skorstenar mittskepps. Bremen och Hamburg hade tre generatorer som producerade en total effekt på 111 kilowatt vid 110 volt; resten av fartygen hade två generatorer på 90 kilowatt vid samma spänning.
De tredubbelt expanderande motorerna var konstruerade för att ge 10 000 hästkrafter (9 900 shp) för en topphastighet på 22 knop (41 km/h), medan Lübecks turbiner var dimensionerade för 11 343 hästkrafter (11 188 shp) och en topphastighet på 22,5 knop (41,7 km/h), även om alla sju fartygen översteg dessa hastigheter vid provturer. Fartygen rymde upp till 860 ton kol, vilket gav de tre första fartygen en räckvidd på 4 270 nautiska mil (7 910 km) vid 12 knop (22 km/h); Lübecks mindre effektiva turbinmotorer reducerade hennes räckvidd till 3 800 nmi (7 000 km), medan de tre sista fartygen i klassen hade en längre räckvidd, på 4 690 nmi (8 690 km).

### Bestyckning och pansar

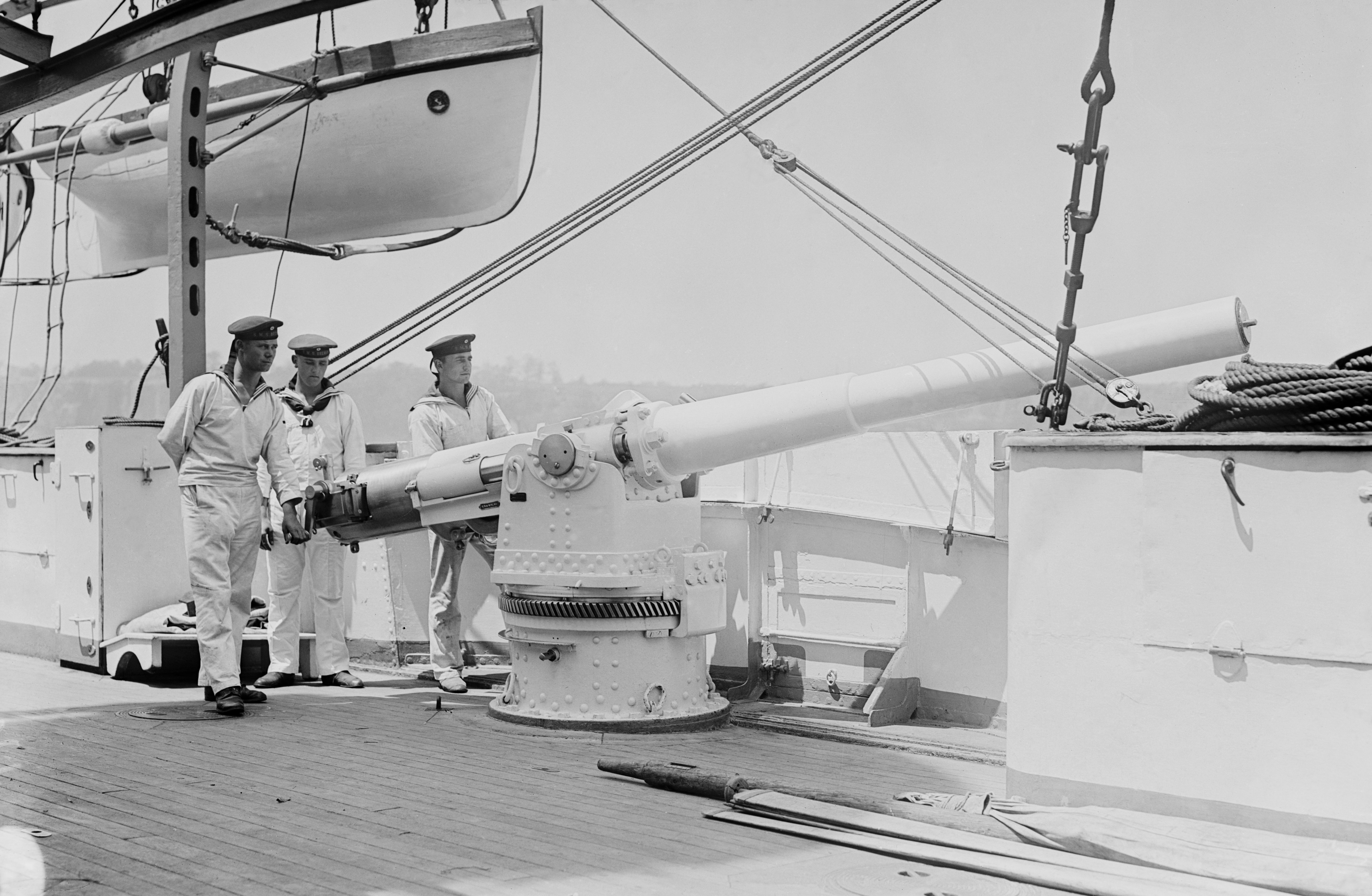
10,5 cm kanon på Sms Bremen.

Fartygen i klassen var beväpnade med tio 10,5 cm SK L/40-kanoner i enkelmontage. Två var placerade sida vid sida framåt på fördäck, sex var placerade mittskepps, tre på vardera sidan och två var placerade sida vid sida akterut. Kanonerna kunde bekämpa mål på upp till 12 200 meter. För försvar mot torpedbåtar var de beväpnade med tio 37 mm Maximkanoner. De försågs med 1 500 patroner, vilket innebar 150 patroner per kanon. Alla sju fartygen var också utrustade med två 45 cm torpedtuber med fem torpeder. Dessa rör var nedsänkta i skrovet på bredsidan.
Senare under sin karriär fick Bremen och Lübeck två 15 cm SK L/45-kanoner installerade i stället för de två främre och två bakre 10,5 cm-kanonerna. De behöll de sex 10,5 cm kanonerna monterade på sidorna. Lübeck fick senare ett par 50 cm torpedtuber installerade däcket, med fyra torpeder.
Pansaret på fartygen i klassen bestod av två lager stål med ett lager Krupp-pansar. Fartygen skyddades av ett pansardäck som var upp till 80 millimeter tjockt. En 50 millimeter tjock pansarplåt gav ett visst mått av vertikalt skydd, tillsammans med kolbunkrarna. Tornet hade 100 mm tjocka sidor och ett 20 mm tjockt tak. Fartygets kanoner skyddades av 50 mm tjocka kanonsköldar.

## Byggnation

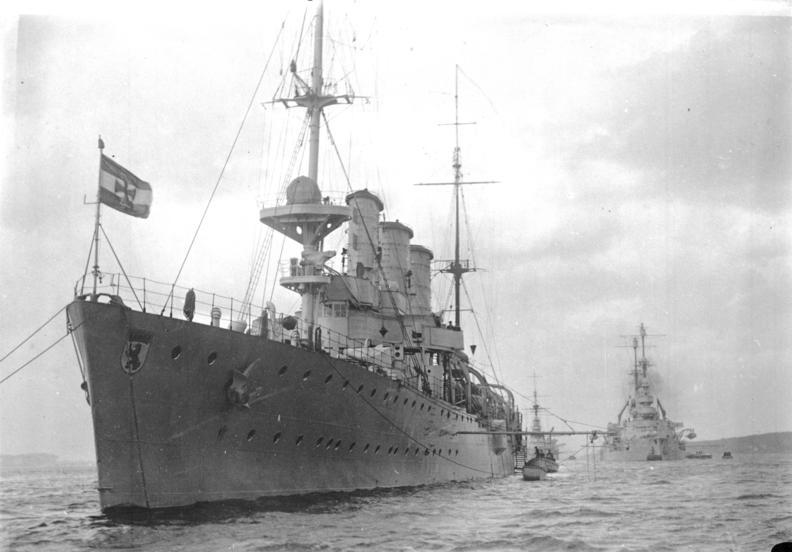
Berlin efter sin modernisering 1921–1923.

| Namn    | Varv                     | Påbörjad | Sjösatt           | Levererad       |
| ------- | ------------------------ | -------- | ----------------- | --------------- |
| Bremen  | AG Weser                 | 1902     | 19 maj 1904       | 19 maj 1904     |
| Hamburg | AG Vulcan, Stettin       | 1902     | 25 juli 1903      | 8 mars 1904     |
| Berlin  | Kaiserliche Werft Danzig | 1902     | 22 september 1903 | 4 april 1905    |
| Lübeck  | AG Vulcan, Stettin       | 1903     | 26 mars 1904      | 26 april 1905   |
| München | AG Weser, Bremen         | 1903     | 30 april 1904     | 10 januari 1905 |
| Leipzig | AG Weser, Bremen         | 1904     | 21 mars 1905      | 20 april 1906   |
| Danzig  | Kaiserliche Werft Danzig | 1904     | 23 september 1905 | 1 december 1907 |

## Historia
Fartygen i Bremen-klassen hade många olika roller under sin tjänstgöring. Bremen och Leipzig tjänstgjorde utomlands från 1905 till 1914; det förstnämnda återvände till Tyskland strax före utbrottet av första världskriget och det sistnämnda stannade kvar i Ostasieneskadern. Hamburg, Berlin, Lübeck och Danzig tjänstgjorde i Högsjöflottans spaningsstyrkor efter att de hade tagits i tjänst. München användes under tiden som torpedprovfartyg under sin förkrigstjänstgöring. Alla sju fartygen deltog i strid under första världskriget, även om endast Bremen och Leipzig gick förlorade under konflikten.

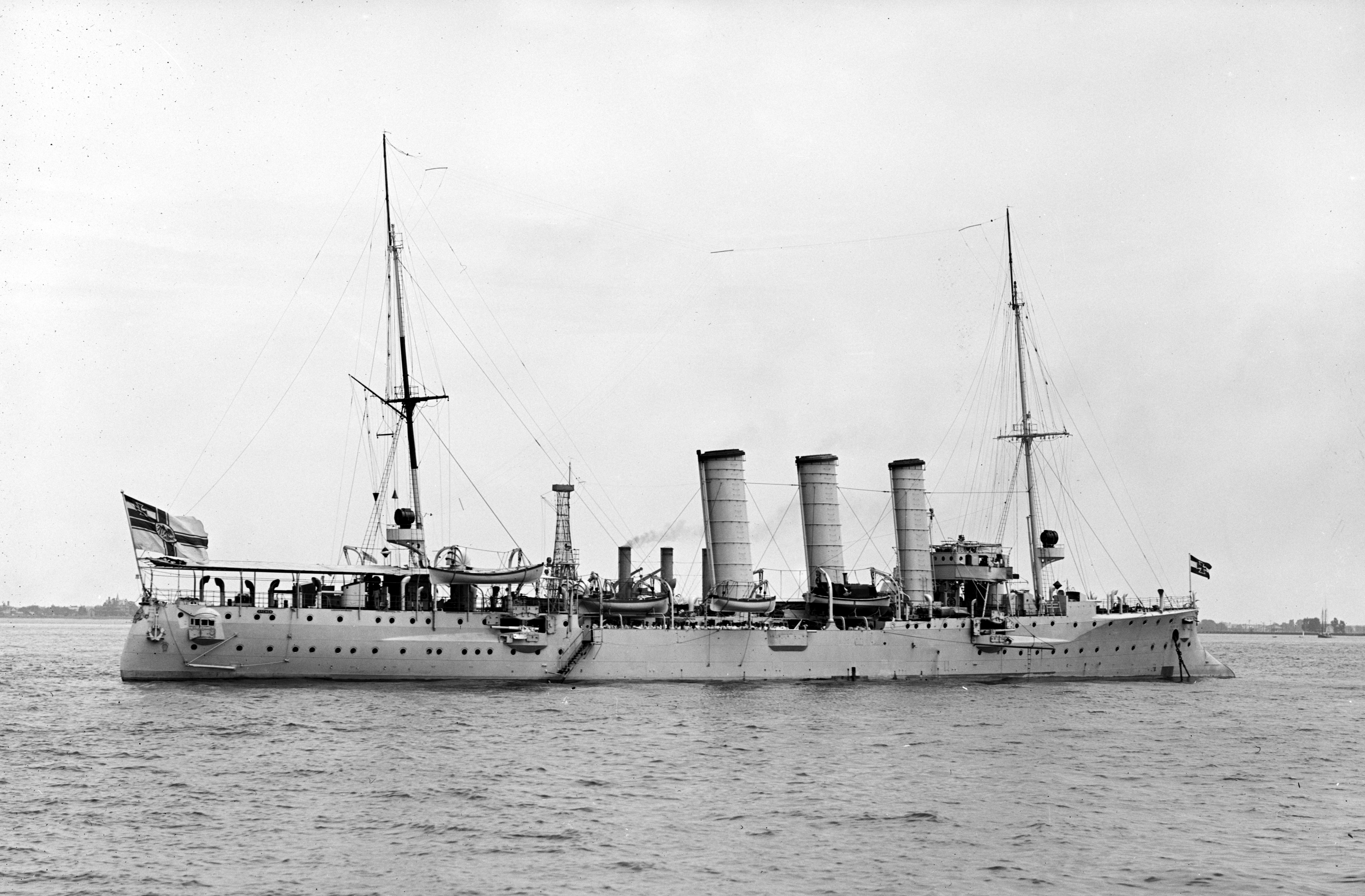
Bremen på besök i USA 1912.

Danzig var närvarande under slaget vid Helgolandsviken i augusti 1914, men gick inte direkt till attack mot de brittiska fartygen. Hon räddade dock överlevande från den sjunkande kryssaren Ariadne. Hamburg var med vid anfallet mot Scarborough, Hartlepool och Whitby i december 1914, där hon kortvarigt mötte, men inte angrep, brittiska lätta styrkor. Endast ett fartyg, München, deltog i Skagerrakslaget den 31 maj och 1 juni 1916, där hon träffades av fem medelkalibriga granater och skadades måttligt. Tre av fartygen, Bremen, Lübeck och Danzig, deltog i strider mot de kejserliga ryska styrkorna i Östersjön under kriget, bland annat under anfallet mot Liepāja och slaget vid Rigabukten 1915 och under Operation Albion 1917. Bremen stötte på ryska minor i december 1915 och sjönk med majoriteten av besättningen. Leipzig, som fortfarande befann sig utomlands i början av kriget, deltog i sjöslaget vid Coronel och slaget om Falklandsöarna i slutet av 1914. Vid det förstnämnda slaget angrep hon den brittiska kryssaren HMS Glasgow, och vid det sistnämnda slaget sänktes hon av Glasgow och HMS Cornwall.
Berlin togs ur tjänst 1916 och avrustades. München skadades svårt av en brittisk mina i oktober 1916 och togs därefter ur bruk för att användas som kasernfartyg. Hamburg användes också som kasernfartyg senare under kriget och Lübeck blev ett utbildningsfartyg 1917. Danzig var det sista fartyget som lämnade aktiv tjänst i slutet av 1917. Av de fem överlevande fartygen behölls Berlin och Hamburg av den nyligen omorganiserade Reichsmarine som utbildningsfartyg. De återstående tre, Lübeck, München och Danzig, överlämnades som krigsbyte till Storbritannien, som sålde dem för skrotning i början av 1920-talet. Hamburg och Berlin fortsatte som utbildningskryssare i slutet av 1920-talet och början av 1930-talet; i mitten av 1930-talet hade de återigen byggts om till flytande kaserner. Hamburg sänktes av brittiska bombplan 1944, och senare lyftes fartyget upp och bröts upp som skrot 1949. Berlin överlevde andra världskriget och lastades med kemiska vapen och skrotades i Skagerrak efter kriget för att göra sig av med ammunitionen.